# (117582) Kenjikawai
(117582) Kenjikawai est un astéroïde de la ceinture principale.